# Resistenza elettrica
La resistenza elettrica è una grandezza fisica scalare che misura la tendenza di un corpo ad opporsi al passaggio di una corrente elettrica, quando sottoposto ad una tensione elettrica. Questa opposizione dipende dal materiale con cui è realizzato, dalle sue dimensioni e dalla sua temperatura. Uno degli effetti del passaggio di corrente in un conduttore è il suo riscaldamento (effetto Joule).

## Definizione
La resistenza R è l'inverso della conduttanza elettrica G, definita per un conduttore cilindrico come:
{\displaystyle R={\frac {1}{G}}={{L} \over \sigma S}={{\rho L} \over S}}
dove:
- σ è la conducibilità elettrica misurata in S/m, il cui inverso ρ è la resistività elettrica
- L è la distanza (misurata in m) dei punti tra i quali è misurata la resistenza (misurata in Ω)
- S è l'area della sezione del campione perpendicolare alla direzione della corrente (misurata in m²).

Nel sistema internazionale l'unità di misura della resistenza elettrica è l'ohm (Ω). Nel caso di corrente continua e in assenza di forza elettromotrice all'interno del conduttore considerato vale la seguente proprietà:
{\displaystyle R={\frac {\Delta V}{I}}}
dove:
- V la tensione a cui è sottoposto il corpo;
- I è l'intensità di corrente che attraversa il corpo.

che esprime la legge di Ohm in forma macroscopica solo per componenti a geometria costante o più precisamente per L e S costanti.
In generale è sempre osservato il manifestarsi della correlazione rispettivamente tra passaggio di corrente, effetto Joule e presenza di una tensione tra i capi di un qualsiasi conduttore macroscopico: la resistenza non è mai sperimentalmente non positiva o infinita.
{\displaystyle (0<RI^{2}<+\infty )\land (I>0)\quad \Rightarrow \quad 0<R<+\infty }.
Spingendosi oltre si può affermare che questo valga anche a livello microscopico per la resistività: non si è mai osservato in natura né un perfetto conduttore elettrico né un perfetto isolante elettrico.

## Modello di Drude
La descrizione classica della resistenza considera gli elettroni di conduzione nei metalli come un gas (gas di elettroni). Nel modello più semplice, noto come Modello di Drude, il metallo costituisce un volume di particelle cariche positive omogenee in cui gli elettroni liberi si possono spostare liberamente. In questo volume sono immersi gli ioni, formati dai nuclei atomici e dagli elettroni fortemente vincolati nelle orbite più interne.
Quando si applica una tensione alle estremità del conduttore, gli elettroni liberi sono accelerati dal campo elettrico. L'energia degli elettroni aumenta e con essa la temperatura del gas di elettroni. Sul loro tragitto attraverso il metallo gli elettroni cedono una quota di energia mediante urti elastici contro gli ioni. Tramite questa interazione il sistema "Reticolo metallico-Gas di elettroni" si adopera per ridurre nuovamente il gradiente di temperatura che deriva dalla tensione applicata. Riscaldando il metallo si intensifica l'oscillazione termica degli ioni attorno alla loro posizione di equilibrio. Ma tramite ciò si innalza anche l'interazione con il gas di elettroni e la resistenza aumenta.
Tuttavia, ciò non chiarisce l'effetto del "conduttore caldo", che si comporta in modo opposto. Alle temperature alle quali i metalli sono ionizzati (plasma), ogni materiale è conduttore di elettricità, poiché ora gli elettroni che erano precedentemente vincolati sono a disposizione per il trasporto di cariche elettriche. Al contrario sono noti dei metalli e degli ossidi per i quali la resistenza elettrica, al disotto di una temperatura cosiddetta critica, si annulla: i superconduttori.

## Resistività

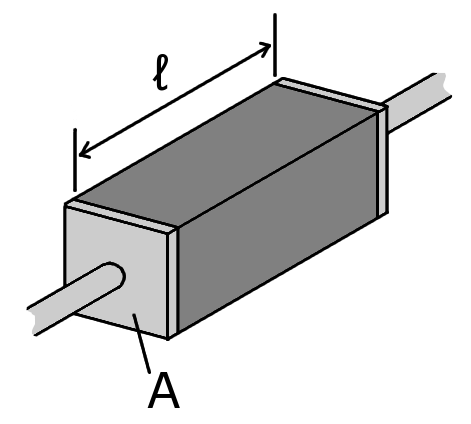
Rappresentazione di un materiale conduttore di sezione costante (A) e lunghezza l collegato a due contatti elettrici per svolgere misurazioni sperimentali sulla sua resistività.

La resistenza R opposta da un corpo dipende fortemente dalla sua geometria e dal materiale di cui è formato:
{\displaystyle R=\rho \cdot {\frac {l}{A}}}.
dove:
- l è la distanza tra i due estremi di cui si conosce la differenza di potenziale;
- A è l'area della sezione perpendicolare al gradiente di potenziale;
- ρ è la resistività elettrica media del materiale tra i capi.

Per un filo a sezione e resistività variabili il calcolo della resistenza si effettua tramite un integrale:
{\displaystyle R=\int _{\Delta L}{\frac {\rho (l)\operatorname {d} l}{S(l)}}}
Vi sono due motivi per cui una piccola sezione trasversale tende ad aumentare la sua resistenza: uno è che gli elettroni, che hanno tutti la stessa carica negativa, si respingono tra di loro quindi c'è una resistenza alla loro compressione in un piccolo spazio; l'altro motivo è dovuto al fatto che gli elettroni si urtano tra di loro e con il reticolo cristallino del conduttore generando scattering (in inglese letteralmente: sparpagliamento, dispersione) e quindi mutano la loro traiettoria originale.

## Dipendenza dalla temperatura
La dipendenza della resistenza dalla temperatura discende dalla dipendenza della resistività: viene linearizzata con la dilatazione termica:
{\displaystyle R(T)=R(T_{0})[1+\alpha (T-T_{0})]}
Dove solitamente per i dati forniti:
T0 = 20 °C
α = Coefficiente termico dipendente dal materiale
Per la maggior parte dei conduttori ed isolanti nei comuni impieghi ciò è sufficiente, dato che i più elevati coefficienti di temperatura sono per lo più decisamente piccoli: addirittura per materiali come la costantana nell'intervallo termico di lavoro può addirittura approssimarsi come costante. A seconda che il valore della resistenza ohmica diventi più grande o più piccolo, si distingue tra conduttori "caldi" (il valore della resistenza ohmica sale: in linea di massima per tutti i metalli) e conduttori "freddi" (la resistenza ohmica diminuisce). Nelle applicazioni tecniche la dipendenza della resistenza dalla temperature è utilizzata: p.es. nei termostati o negli anemometri a termistore.
La resistenza elettrica di un tipico semiconduttore invece decresce esponenzialmente con la temperatura:
{\displaystyle R=R_{0}\cdot e^{-aT}}

## Resistenza alla corrente alternata
Nei circuiti in regime sinusoidale permanente, il passaggio della corrente è ostacolato sia dalla resistenza sia dalla reattanza X, che tiene conto dell'influenza dell'induttanza e della capacità del conduttore. La somma di entrambi i contributi è l'impedenza, definita come:
{\displaystyle Z=R+jX}
Dunque la resistenza nel caso di corrente alternata corrisponde alla parte reale dell'impedenza.
I condensatori e gli induttori reali presentano comunque anche una componente resistiva (d'isolamento o di avvolgimento).

## Reattanza induttiva e reattanza capacitiva
La reattanza induttiva {\displaystyle X_{L}} e quella capacitiva {\displaystyle X_{C}} sono delle resistenze fittizie. Esse provocano uno sfasamento tra la tensione e la corrente. I componenti circuitali ideali non trasformano nessuna energia in calore. Nella pratica i componenti hanno sempre una parte ohmica. In corrente continua la reattanza induttiva di un induttore ideale è nulla mentre in corrente alternata aumenta col crescere della frequenza:
{\displaystyle X_{L}=2\cdot {\pi }\cdot f\cdot L}
La reattanza capacitiva di un condensatore ideale è illimitata in corrente continua e diminuisce in corrente alternata col crescere della frequenza:
{\displaystyle X_{C}=-{\frac {1}{2\cdot {\pi }\cdot f\cdot C}}}

## Circuito oscillante
Tramite il circuito in parallelo rispettivamente in serie di condensatori e induttori si concretizza un circuito oscillante. Il circuito oscillante ha una resistenza elettrica dipendente dalla frequenza, che solamente nell'intorno della frequenza di risonanza diventa estrema (minima rispettivamente massima). Questo effetto è utilizzato, tra l'altro, per filtrare da una miscellanea di segnali di frequenze diverse una frequenza nota. Con i circuiti risonanti reali occorrono delle perdite nei condensatori e negli induttori per la loro resistenza ohmica. Ma la resistenza ohmica dei condensatori si può, il più delle volte, trascurare. Per il circuito risonante in parallelo la resistenza di risonanza risulta:
{\displaystyle R_{p}={\frac {L}{R_{L}C}}}
Questo è ottenuto alla frequenza di risonanza, che può essere calcolata nel modo seguente:
{\displaystyle f_{r}={\frac {1}{2\pi {\sqrt {LC}}}}}

## Resistenze in serie
Se in un certo numero di resistenze passa la stessa quantità di corrente la somma delle tensioni è uguale alla forza elettromotrice prodotta dal generatore. Quindi
{\displaystyle \varepsilon =V_{1}+V_{2}+\dots +V_{n}=IR_{1}+IR_{2}+\dots +IR_{n}=I\left(\sum R\right)}
Considerando un circuito nel quale vi sia una singola resistenza tale che la resistenza prodotta in questo circuito sia uguale a quella di partenza, si definisce come resistenza equivalente la somma delle singole resistenze.
{\displaystyle R_{eq}=R_{1}+R_{2}+\dots +R_{n}=\sum _{k=1}^{n}R_{k}}
Questo può raffigurarsi su due resistenze, che si differiscono l'una dall'altra solo nella lunghezza.
Il collegamento in serie dà come risultato un corpo di resistenza di lunghezza {\displaystyle l_{1}+l_{2}}. È valido quindi
{\displaystyle R=\rho {\frac {l_{1}+l_{2}}{S}}=\rho {\frac {l_{1}}{S}}+\rho {\frac {l_{2}}{S}}=R_{1}+R_{2}}

## Resistenze in parallelo
Se un certo numero di resistenze ha la stessa differenza di potenziale, l'intensità totale della corrente sarà:
{\displaystyle I_{tot}=I_{1}+I_{2}+\dots +I_{n}={\frac {\varepsilon }{R_{1}}}+{\frac {\varepsilon }{R_{2}}}+\dots +{\frac {\varepsilon }{R_{n}}}=\varepsilon \left({\frac {1}{R_{1}}}+{\frac {1}{R_{2}}}+\dots +{\frac {1}{R_{n}}}\right)=\varepsilon \left(\sum {\frac {1}{R}}\right)}
Considerando un circuito nel quale vi sia una singola resistenza tale che la resistenza prodotta in questo circuito sia uguale a quella di partenza, si definisce come resistenza equivalente il reciproco della somma dei reciproci delle singole resistenze.
{\displaystyle {\frac {1}{R_{eq}}}={\frac {1}{R_{1}}}+{\frac {1}{R_{2}}}+\dots +{\frac {1}{R_{n}}}=\sum {\frac {1}{R}}}
la resistenza equivalente si ricava quindi come
{\displaystyle R_{eq}=\left(\sum _{k=1}^{n}{\frac {1}{R_{k}}}\right)^{-1}\iff R_{eq}=\sum _{k=1}^{n}\left({\underset {k\neq l}{\prod _{l=1}^{n}}}R_{l}\right)_{k}\left(\prod _{k=1}^{n}R_{k}\right)^{-1}}
La penultima equazione può essere scritta come
{\displaystyle R_{eq}=R_{1}||R_{2}||\dots ||R_{n}}
Oppure considerando la conduttanza elettrica:
{\displaystyle G_{eq}=G_{1}+G_{2}+\dots +G_{n}}
Una resistenza è proporzionale alla sezione trasversale (S1+S2), di conseguenza vale:
{\displaystyle R_{p}=\rho {\frac {l}{S_{1}+S_{2}}}}
e infine:
{\displaystyle {\frac {1}{R}}={\frac {S_{1}+S_{2}}{\rho l}}={\frac {S_{1}}{\rho l}}+{\frac {S_{2}}{\rho l}}={\frac {1}{R_{1}}}+{\frac {1}{R_{2}}}}

## Potenza elettrica
In una resistenza che segue la legge di Ohm, esistono le seguenti relazioni tra la Tensione ΔV, la Corrente I e la Potenza elettrica P:
{\displaystyle {\frac {\operatorname {d} R}{\operatorname {d} I}}=0\Rightarrow \,P=\Delta V\cdot I={\frac {\Delta V^{2}}{R}}=I^{2}\cdot R}

## Resistenza differenziale
Quando la resistenza non è costante ma dipende dalla tensione e dalla corrente si definisce la resistenza differenziale o resistenza incrementale. Essa è il coefficiente angolare della retta tangente alla curva nel diagramma che rappresenta V-I (tensione in funzione della corrente) nel particolare punto che interessa, cioè la derivata della tensione rispetto alla corrente in quel punto della curva:
{\displaystyle R={\frac {dV}{dI}}}.
Talvolta, quella appena definita, viene chiamata semplicemente resistenza, benché le due definizioni siano equivalenti solo per un componente ohmmico come un resistore ideale che nel piano [V-I] è una retta. Se la funzione V-I non è monotòna (cioè ha un picco o un avvallamento) la resistenza differenziale sarà negativa per alcuni valori di tensione e corrente, cosicché con una tensione in aumento l'intensità della corrente decresce, rispettivamente con una tensione decrescente l'intensità della corrente aumenta. Questa proprietà è spesso chiamata resistenza negativa, anche se è più corretto chiamarla resistenza differenziale negativa, visto che la resistenza assoluta (tensione divisa per la corrente) resta sempre positiva. Una resistenza differenziale negativa può venire utilizzata per la eccitazione di circuiti oscillanti o per la generazione di oscillazioni di rilassamento. La resistenza differenziale occorre per esempio con i diodi a tunnel o nella ionizzazione a valanga.
Al contrario con una resistenza differenziale positiva la corrente aumenta con una tensione in aumento. Tutti gli elementi circuitali reali esistenti hanno in una parte delle loro curve caratteristiche, tuttavia sempre per valori molto grandi una resistenza differenziale per lo più positiva. Per esempio: le resistenze reali, i diodi, i diodi Zener, tutte le ceramiche semiconduttrici.

## Resistenza interna di un generatore
La forza elettromotrice di un generatore rappresenta la d.d.p. (differenza di potenziale) presente ai capi di un generatore quando il circuito è aperto. Chiudendo il circuito e diminuendo la resistenza del reostato aumenta la corrente che passa nel circuito e diminuisce la tensione {\displaystyle V_{A}-V_{B}\;} misurata con voltmetro.
{\displaystyle V_{A}-V_{B}\;} = {\displaystyle V_{0}-RI}
I generatori hanno una piccola resistenza interna rg che provoca una caduta di tensione {\displaystyle Ir_{g}\;} tanto più grande quanto maggiore è la corrente {\displaystyle I\;}.
L'amperometro che è inserito in serie, deve avere la resistenza interna più piccola possibile per rendere minima la caduta di tensione ai suoi capi, mentre il voltmetro che inserito in parallelo deve avere la resistenza interna più grande possibile per rendere minima la corrente I che lo attraversa.

## Potenza dissipata (effetto Joule)
Si è detto che la presenza di una resistenza determina un riscaldamento del componente. Più precisamente la potenza dissipata in calore è data dalla relazione:
{\displaystyle P={R\cdot I^{2}}}
dove {\displaystyle P} è la potenza misurata in watt (le altre grandezze sono state già definite sopra).
L'espressione si ricava dalla definizione di potenza elettrica, come prodotto di corrente e tensione, sostituendovi la prima legge di Ohm: dato {\displaystyle P=V\cdot I}, e {\displaystyle V=R\cdot I}, si ha che: {\displaystyle P=R\cdot I^{2}}.
Questo effetto è utile in alcune applicazioni come le lampade ad incandescenza oppure negli apparati riscaldanti ad energia elettrica (ad esempio: gli asciugacapelli) ma non è certo voluto nelle linee di distribuzione dell'energia elettrica dove l'effetto Joule provoca perdite di potenza elettrica lungo tali linee che vanno contenute scegliendo opportunamente le dimensioni dei cavi elettrici che trasportano l'energia.

## Superconduttività
Al di sotto di una temperatura critica specifica e di un campo magnetico critico alcuni materiali (detti superconduttori) assumono un valore di resistenza ohmica nulla. Per ciò tale materiale è chiamato superconduttore.
Varie applicazioni dei superconduttori sono i motori dewar a levitazione, i treni a levitazione, gli SQUID ed apparecchiature elettromedicali.

## Semiconduttività
Alcuni elementi come il germanio e il silicio hanno un comportamento differente a seconda della temperatura, e si comportano come isolanti a temperature molto basse, mentre a temperatura ambiente (circa 20 °C) si comportano come conduttori. Inoltre è possibile aumentare notevolmente la loro conduttività elettrica con il drogaggio, cioè inserendo delle "impurezze" (ad esempio elementi trivalenti o pentavalenti).
I semiconduttori elementari sono elementi tetravalenti, ovvero che possiedono nell'orbitale più esterno quattro elettroni, che permettono di formare un legame covalente con gli atomi adiacenti. A temperatura bassa questa struttura non permette agli elettroni di muoversi liberamente e perciò questi elementi si comportano come isolanti; tuttavia a temperature più elevate alcuni legami covalenti si possono spezzare liberando elettroni che contribuiscono ad accrescere la conduzione elettrica. Nel momento in cui l'elettrone abbandona l'atomo si forma un "buco" chiamato lacuna che può attirare un altro elettrone e via dicendo seguendo un effetto a catena.
Oltre ai semiconduttori elementari esistono semiconduttori composti, ovvero leghe binarie o ternarie che si comportano come un semiconduttore.
Come già detto all'inizio del paragrafo è possibile aumentare la conduttività di questi elementi attraverso il drogaggio. Inserendo un elemento pentavalente (ad esempio l'arsenico) si formano dei legami covalenti tra il semiconduttore stesso e l'elemento aggiunto. Tuttavia un elettrone rimane libero di muoversi e diventa un elettrone di conduzione. L'arsenico in questo caso viene chiamato donore e il semiconduttore è detto di "tipo N".
Se il drogaggio avviene per introduzione di un elemento trivalente (ad esempio l'alluminio) si formeranno tre legami covalenti tra gli elettroni di ogni atomo del semiconduttore e quelli di ogni atomo dell'elemento aggiunto. Tuttavia un elettrone per ogni atomo del semiconduttore rimarrà libero e andrà ad aumentare la conduttività elettrica, lasciando libera una lacuna che tende a catturare un altro elettrone dagli atomi vicini del semiconduttore e via dicendo. In questo caso l'alluminio è chiamato accettore ed il semiconduttore è denominato di "tipo P".